# Dalovice (district de Mladá Boleslav)
Pour les articles homonymes, voir Dalovice.
Dalovice (en allemand : Dallowiz) est une commune du district de Mladá Boleslav, dans la région de Bohême-Centrale, en République tchèque. Sa population s'élevait à 262 habitants en 2020.

## Géographie
Dalovice se trouve à 3 km au nord-ouest du centre de Mladá Boleslav et à 51 km au nord-est de Prague.
La commune est limitée par Mladá Boleslav au nord, à l'est et au sud, et par Bukovno à l'ouest.

## Histoire
La première mention écrite de la localité date de 1398.

## Administration
La commune se compose de deux quartiers :
- Dalovice
- U Česany